# Богатые и знаменитые (телесериал)
«Бога́тые и знамени́тые» (исп. «Ricos y famosos») — аргентинский сериал, съёмки которого прошли с июля 1996 по март 1997 года. В главных ролях: Наталия Орейро, Диего Рамос. Премьера сериала состоялась 10 января 1997 года в Буэнос-Айресе. Рейтинг сериала был очень высоким в Аргентине. В России сериал был впервые показан в 1998 году на телеканале РТР. В Белоруссии показ сериала был осуществлён в 2004 году на канале БТ.

## Сюжет
Вся история начинается на дороге Буэнос-Айреса, при столкновении двух машин. За минуту до этого юная Валерия (Наталия Орейро) репетировала по дороге слова из пьесы «Ромео и Джульетта» для школьного спектакля, Диего (Диего Рамос) размышлял о грядущем празднике, об учёбе в университете и невесте Сабрине. Разгневанная Валерия вышла из машины, накричала на парня и уехала. Диего же, забыв обо всём, спрашивал себя: «Ты кто?».
Лучшая подруга Сабрина пригласила Валерию на день рождения своего жениха, которого та никогда не видела, но знала, что он живёт в роскошном особняке.
На празднике герои узнают друг друга — несколько часов назад они уже встречались. Сабрина, которую оставил завидный жених, пытается препятствовать их роману, но все её попытки тщетны. Основную роль в их разлуке сыграл скандал, который опустился на плечи их отцов. Много препятствий будут преодолевать современные Ромео и Джульетта. Борьба отцов не даст им жить, как семейной паре. 17-летней Валерии приходится скрываться в посёлке, вдали от привычной столичной суеты. К тому же она ждёт ребёнка.

## Актёры

### В главных ролях
- Наталия Орейро — Валерия Гарсия Мендес
- Диего Рамос — Диего Салерно
- Антониу Гримау — Альберто Гарсия Мендес (отец Валерии)
- Элисабет Киллиан — Марта Гарсия Мендес (мать Валерии)
- Сегундо Сернадас — Агустин Гарсия Мендес (брат Валерии)
- Оскар Феррейро — Лусиано Салерно (отец Диего)
- Хессика Шульц — Элена Флорес (жена Лусиано)
- Сесилия Мареска — Берта Ортигоса де Марко / Мерседес Ортигоса де Салерно (мать Диего и первая жена Лусиано)
- Норберто Диас — Дарио Сервенте
- Карина Бусеки — Сабрина Сервенте (дочь Дарио и бывшая девушка Диего)
- Бетина О'Конелл — Тринидад «Трини» Эчеверри
- Хуан Игнасио Мачадо — Рубен Фернандес
- Карина Зампини — Карла Лусеро
- Гарсиэла Паль — Ольга (служанка в доме Салерно)
- Лорена Паола — Тересита (племянница Ольги)
- Рауль Флоридо — Фермин

### Второстепенные персонажи
- Хорхе Шуберт — Пабло Монтегудо
- Милли Стегманн — Сандра
- Леонардо Каландра — Тико (кузен Рубена)
- Сильвия Байле — Роса (служанка в доме Гарсия Мендес)
- Пабло Патлис — Маркос Перальта
- Сильвина Рада — Жасмин Орданиас (мать Маркуса)
- Мария де лос Анхелес Медрано — Паула Монтес
- Диего Оливейра — Хулио Ромер
- Хина Соррилья — Каталина
- Арнальдо Андре — Херардо
- Леонор Бенедетто — Ракель
- Бетиана Блум — Эмилия
- Рауль Лавье — дон Вито Феррамонти
- Каролина Папалео — Эстела
- Альфонсо де Гарсиа — отец Симон
- Паола Папини — Ирен
- Мария Пиа — Клара